# Nováčany
Nováčany es un municipio del distrito de Košice-okolie en la región de Košice, Eslovaquia, con una población estimada a final del año 2024 de 758 habitantes.
Se encuentra ubicado en el centro de la región, en la cuenca hidrográfica del río Sajó (afluente derecho del Tisza) y cerca de la frontera con la región de Prešov y con Hungría.

## Demografía
| Año        | 1994 | 2004    | 2014     | 2024    |
| ---------- | ---- | ------- | -------- | ------- |
| Población  | 631  | 679     | 752      | 758     |
| Diferencia |      | +7,60 % | +10,75 % | +0,79 % |

| Año        | 2023 | 2024    |
| ---------- | ---- | ------- |
| Población  | 761  | 758     |
| Diferencia |      | −0,39 % |